# Цветков, Павел Михайлович
Павел Михайлович Цветков (1907—1980) — советский учёный, кандидат экономических наук, руководитель вузов Москвы. В 1943—1946 годах возглавлял Московский кредитно-экономический институт (МКЭИ), в 1947—1955 — Всесоюзный заочный финансово-экономический институт (ВЗФЭИ) — вузы-предшественники Московского финансового института (ныне Финансовый университет при Правительстве РФ).

## Биография
Родился в 1907 году в деревне Стойловка Российской империи, ныне Вяземского района Смоленской области.
В 1930 году окончил факультет организации территории Московского межевого института и получил квалификацию инженера-землеустроителя. Затем был направлен в Сталинградскую область начальником группы специалистов по организации жизнедеятельности Сталинградского района.
В 1931 году был направлен в аспирантуру Московского института экономики труда. После окончания аспирантуры и защиты диссертации, с 1934 года работал во Всесоюзной плановой академии в должности преподавателя, доцента, заведующего кафедрой политэкономии, декана факультета. В 1938 году утверждён в учёном звании доцента, в 1939 году ему была присуждена учёная степень кандидата экономических наук.
В связи с закрытием Плановой академии, в 1941 году Цветков был направлен в Московский государственный педагогический институт им. К. Либкнехта на должность заведующего кафедрой марксизма-ленинизма.
С сентября 1943 года — директор Московского кредитно-экономического института; по совместительству — заведующий кафедрой политической экономии этого вуза.
Весной 1947 года распоряжением Совета Министров СССР и приказом Министерства высшего и среднего образования СССР Всесоюзный заочный финансово-экономический институт (ВЗФЭИ, директор А. А. Боробов) был объединён с Московским заочным кредитно-экономическим (МЗКЭИ, директор П. М. Цветков) и на их основе организован с 1 мая 1947 года Всесоюзный заочный финансовый институт (ВЗФИ). Объединение институтов было произведено комиссией во главе с Павлом Михайловичем Цветковым, который стал директором ВЗФИ (а также заведующим кафедрой политической экономии) и проработал на этом посту до 1955 года.
В ноябре 1955 года П. М. Цветков был освобождён от занимаемой должности и перешёл на преподавательскую работу в Московский государственный историко-архивный институт доцентом кафедры марксизма-ленинизма, а в 1962 году вышел на пенсию.
В течение 12 лет работал на ниве образования финансово-экономических кадров. Его организаторские способности со всей полнотой проявились в период 1943—1945 годов, когда он смог быстро восстановить нормальную работу МКЭИ в после его реэвакуации из Саратова.
Был награждён медалями.
Ушёл из жизни 23 мая 1980 года.